# Литература Мексики

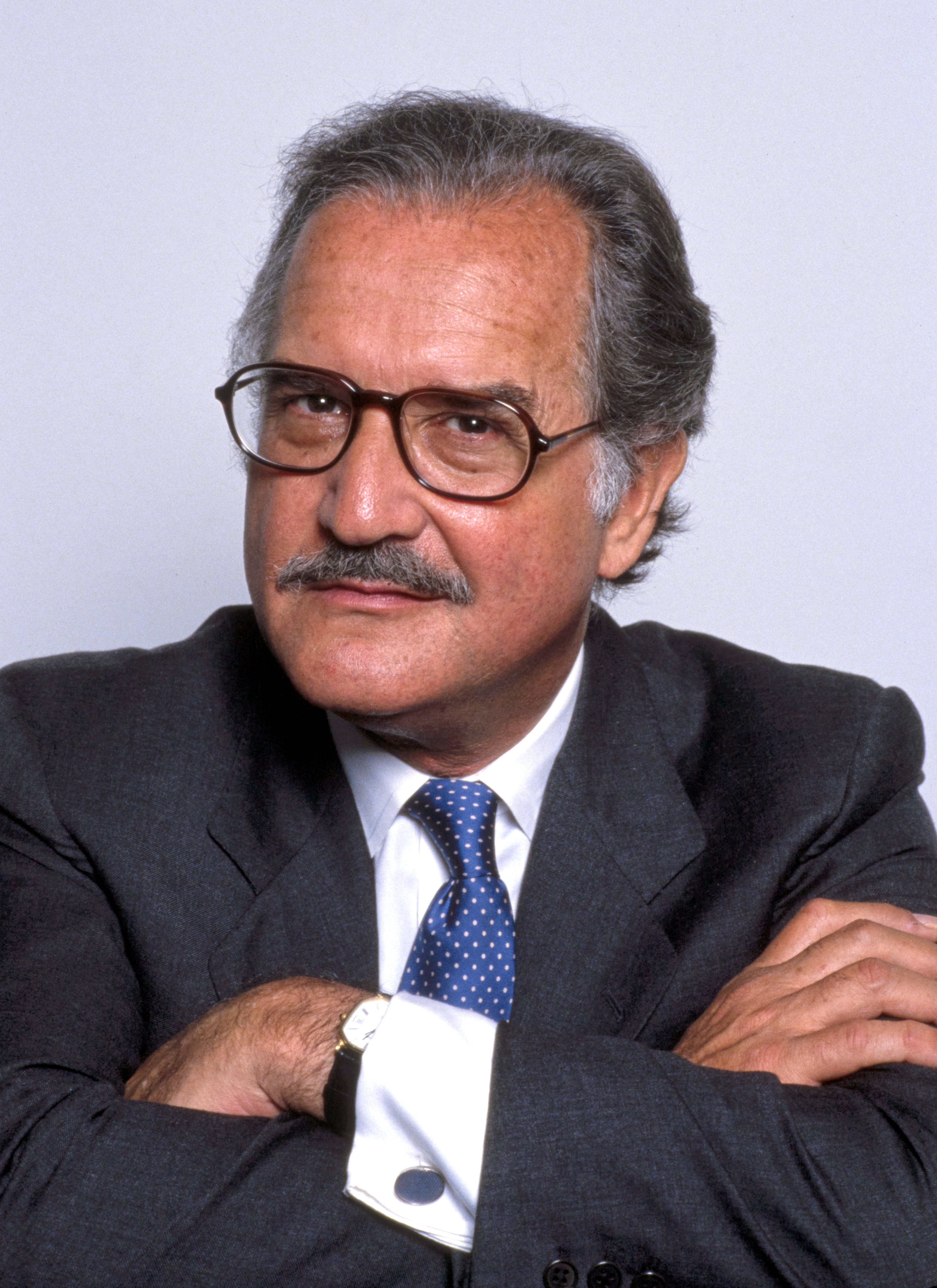
Мексиканский романист Карлос Фуэнтес входит в число ключевых авторов латиноамериканского бума

Литерату́ра Ме́ксики — литература, созданная на территории Мексики (преимущественно испаноязычная).

## Доколониальный период

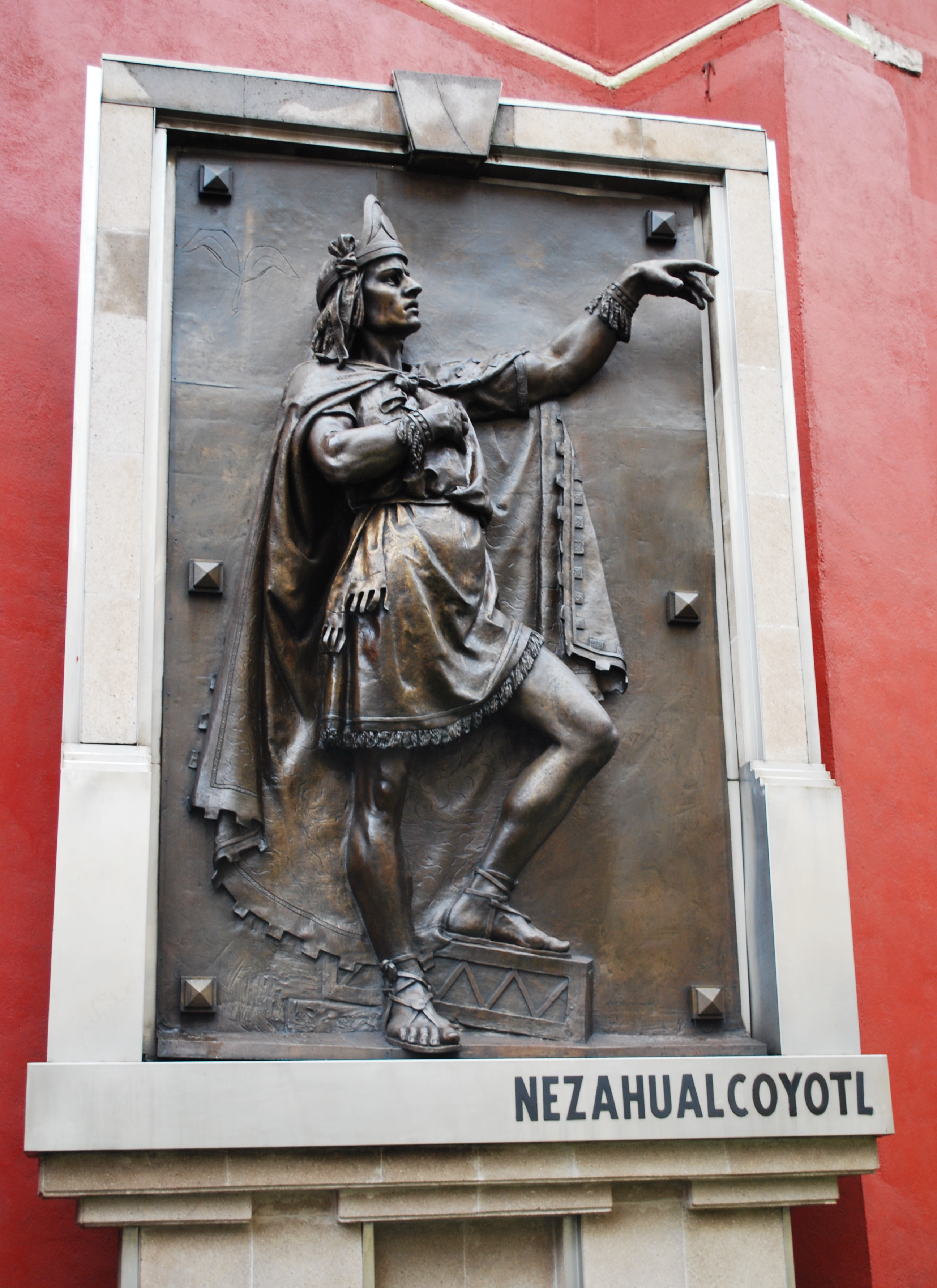
Несауалькойотль слыл правителем-поэтом и мудрецом

В период, предшествовавший завоеванию испанцами Мексики, населявшие её народы создали немало прозаических и поэтических произведений, дошедших до нас лишь частично, преимущественно в поздних записях. В первую очередь, здесь следует упомянуть священные тексты «Чилам-Балам» юкатанских майя и образцы героической и лирической поэзии ацтеков, а также тексты других народов, включая сапотеков, миштеков и пурепеча (тарасков). Наиболее прославленным из ацтекских поэтов, писавших на языках науа, был правитель акольуа в городе Тескоко Несауалькойотль с его интимной философской лирикой.
Доколониальная литература коренных народов Мексики продолжила своё существование также в устном творчестве и воздействовала на дальнейшее развитие мексиканской культуры. Многое из наследия доколумбовых цивилизаций Мезоамерики было утрачено, однако в литературной обработке сохранились такие мифологические и исторические сюжеты, как легенда о Кетцалькоатле-Кукулькане о жизни и правлении Се Акатля Топильцина Кетцалькоатля. Благодаря переводу на латынь до нас дошёл даже ацтекский травник Libellus de medicinalibus indorum herbis.

## Литература колониального периода
Первые литературные произведения Мексики — хроники конкисты. Здесь выделяются имена Эрнана Кортеса (1485—1547) с его «Письмами королям Испании» (1519—1526), а также Берналя Диаса дель Кастильо (ок. 1492—1582, автор «Подлинной истории конкисты Новой Испании»), Бернардино де Саагуна (1550—1590, его перу принадлежит «Общая история о делах Новой Испании», или Флорентийский кодекс), Торибио Мотолинии (1495—1569) и Хуана де Торкемады. Вместе с тем, миссионер-доминиканец и просветитель-гуманист Бартоломе де лас Касас (1484—1566) в «Истории Индий» и других своих трудах разоблачил зверства в отношении коренного населения Америки со стороны конкистадоров.
Первым крупным произведением собственно мексиканской художественной литературы считается опубликованная в 1604 году большая поэма «Великолепная Мексика» («Величие Мексики», исп. Grandeza Mexicana) Бернардо де Бальбуэны (1568—1627).

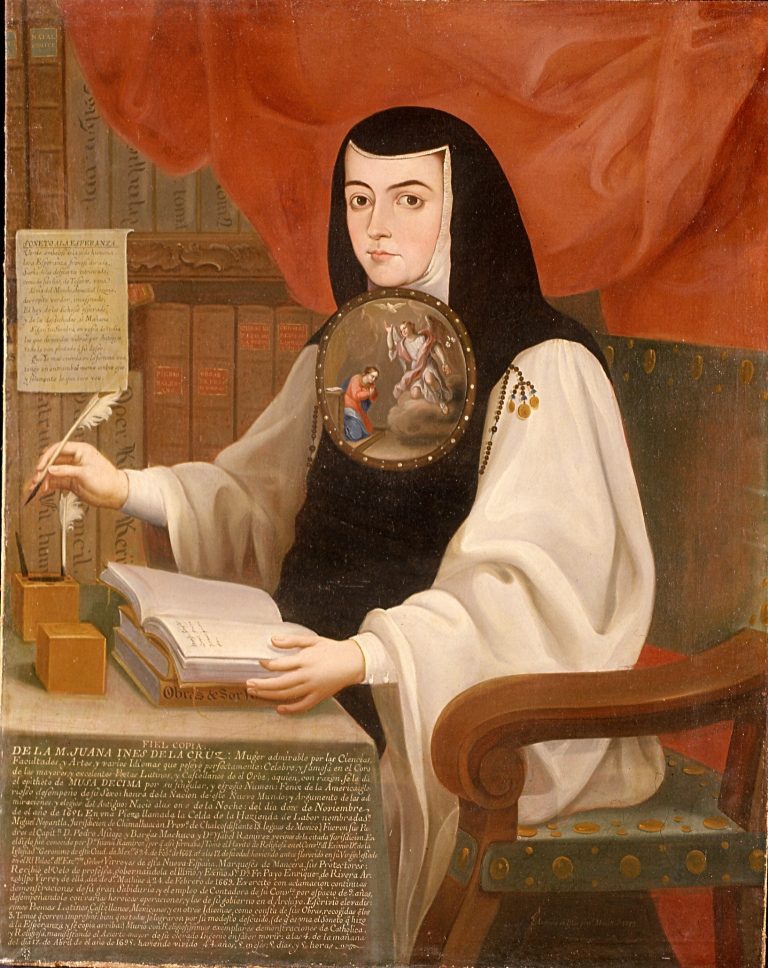
Монахиню-поэтессу Хуану Инес де ла Крус называли «Десятой Музой» и «Мексиканским фениксом»

В мексиканской литературе XVII века преобладал барочный стиль. Наиболее заметны здесь Карлос Сигуэнса-и-Гонгора (1645—1700), Хуана Инес де ла Крус (1648—1695) и Хуан Руис де Аларкон (1580—1639).
В первой половине XVIII столетия литература барокко вступает в период упадка. В середине столетия начинается переход к классицизму. Среди поэтов-классицистов выделяются Мануэль Мартинес де Наваррете, Хосе Агустин де Кастро, Анастасио де Очоа, Диего Хосе Абад. Для литературы второй половины XVIII века характерны критика колониальной системы и утверждение равноправия Европы и Америки. Тенденция к национальному самоутверждению нашла выражение в поэме «Сельская Мексика» иезуита из Гватемалы Рафаэля Ландивара (1731—1793).
Период войны за независимость 1810—1820 гг. вызвал новый подъём литературы, сопровождаемый её политизацией и идеологизацией. Так, например, поэзия литературного объединения «Мексиканская Аркадия» проникнута национально-патриотическим и революционным пафосом. В это объединение входили Франсиско Мануэль Санчес де Тагле, Андрес Кинтана-Роо, Франсиско Ортега и др. Первый латиноамериканский роман «Жизнь и деяния Перкильо Сарньенто, описанная им самим в назидание своим детям», написанный Хосе Хоакином Фернандесом де Лисарди (1776—1827), разоблачал колониальное общество.

## Писатели независимой Мексики

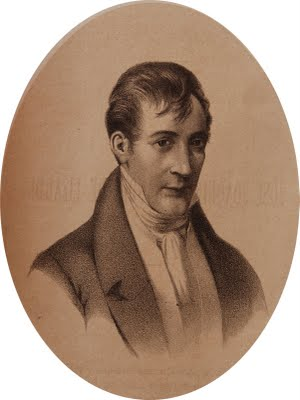
Фернандес де Лисарди, используя жанр сатирического плутовского романа, стал первым латиноамериканской романистом

После обретения Мексикой независимости в 1821 году и вплоть до последней четверти XIX века в мексиканской поэзии доминируют два противоборствующих и в то же время взаимодействующих направления. Классицисты Хосе Хоакин Песадо, Мануэль Карпио, Хосе Мария Роа Барсена и др. ориентировались на историческое и эстетическое прошлое. Романтики Фернандо Кальдерон, Игнасио Родригес Гальван и др. ставили своей целью свободное самовыражение, передачу национальной специфики. Последнюю тенденцию продолжили и развили представители «второго поколения» романтиков, для творчества которых характерно усиление психологизма и интимно-исповедальных интонаций (Мануэль Флорес, Мануэль Акунья, Хуан Диос Песа и др).
В прозе XIX века доминируют костумбризм и историческая проза. В первом направлении работали Илларио Фриас-и-Сото, Мануэль Пайно, Мария Флоренсио дель Кастильо, Хуан Диас Коваррубиас, Луис Гонсага Инклан, Хосе Томас де Куэльяр и др. Первый исторический роман в Испанской Америке «Хитотенкаль» (1821) написан анонимным мексиканским автором. К середине XIX века этот жанр утверждается в русле романтизма как самостоятельная ветвь национальной литературы. Романисты Иренео Пас и Элихио Анкона писали о временах конкисты. Хусто Сьерра О’Рейли, Висенте Рива Паласио, Хосе Паскуаль Альмасан — о жизни колониального периода. Хуан Диас Коваррубиас и Хуан Матеос — о войне за независимость.
После завершения иностранной интервенции 1861—1867 годов и в 1870-х годах видную роль в мексиканской литературе играл Игнасио Мануэль Альтамирано. Он сформулировал программу «литературного мексиканизма», опиравшуюся на романтическую эстетику. Большой резонанс имела полемика в конце 1880-х годов между Альтамирано и Франсиско Пименталем. Последний полагал введение в литературу местных вариаций кастильского языка его варварским искажением. Альтамирано, наоборот, отстаивал право мексиканцев освободиться от литературных норм Испании.

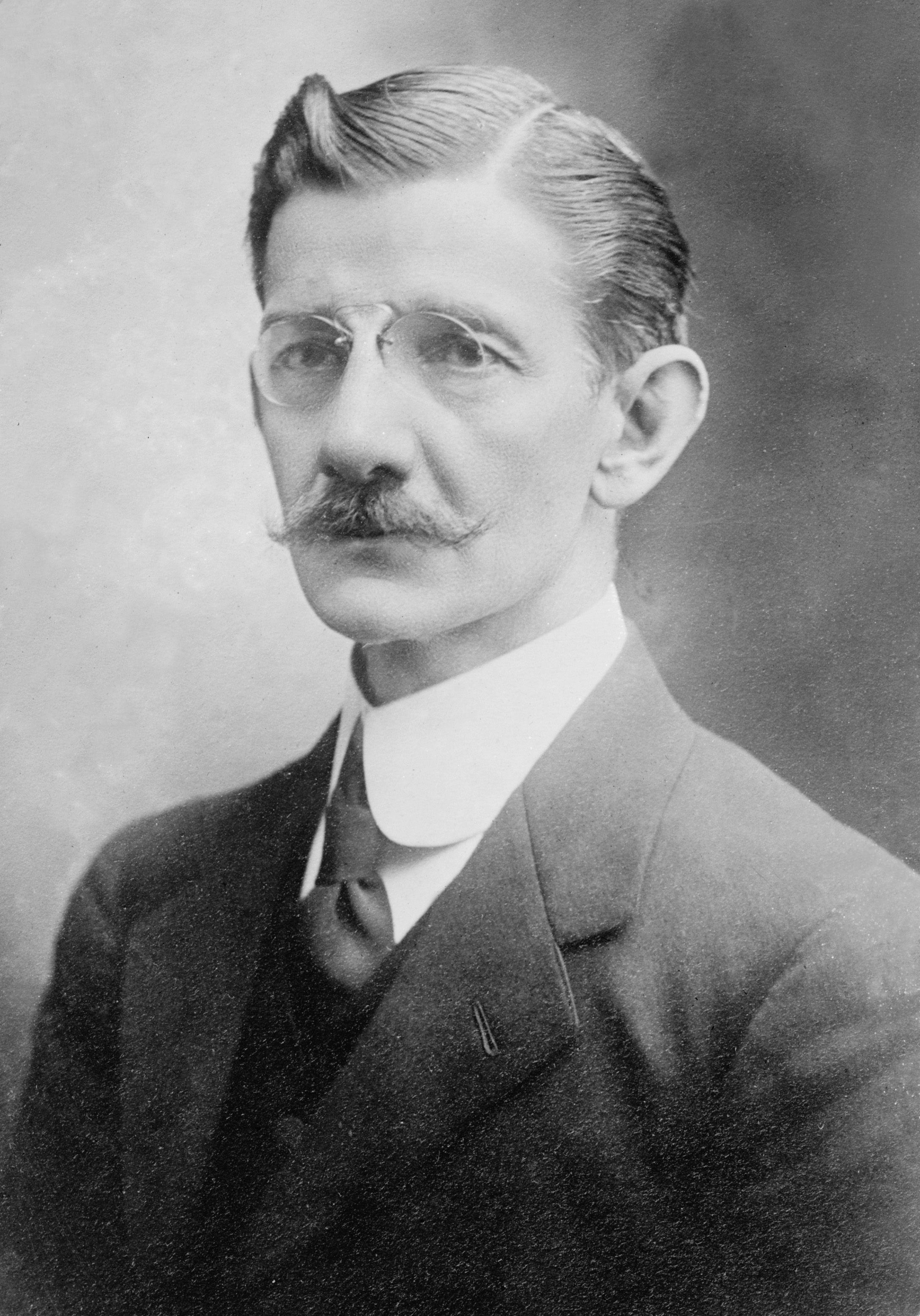
Основоположник реализма в мексиканской литературе Эмилио Рабаса

В последней трети XIX века намечается переход к реализму под влиянием позитивизма. В 1880-е годы Эмилио Рабаса (1856—1930) пишет первые произведения в духе реализма. Появление его четырёх романов — «Бола» (исп. Bola), «Большая наука» (исп. Gran Ciencia), «Четвёртая сила» (исп. Cuatro poder), «Фальшивая монета» (исп. Moneta falsa) — обозначило новый период в мексиканской прозе. Эти романы связаны фигурой главного героя Хуана Киньонеса — их можно считать частями тетралогии. Для Рабасы эти романы были попыткой исследовать социально-политическую жизнь Мексики, художественные задачи были для него второстепенными. Глубина общественной критики в его романах была явлением исключительным для литературы того периода. В то время как другие писатели видели корень зла в людских пороках, Рабаса искал причину социального неблагополучия в политической системе. При этом он не был противником режима, оставаясь чуждым либеральным идеям.
Реалистические тенденции проявились в сочетании с элементами романтизма и костумбризма в романах Рафаэля Дельгадо, Хосе Лопеса Портильо-и-Рохаса («Надел»), Эриберто Фриаса («Томочик»), в рассказах Анхеля де Кампо. В 1903 году был опубликован роман «Санта» Федерико Гамбоа (1864—1939) — первый мексиканский натуралистический роман.
В поэзии на рубеже XIX—XX веков утверждается испаноамериканский модернизм, представители которого стремились к изяществу формы. Яркими представителями модернизма были Сальвадор Диас Мирон (1853—1928), Мануэль Гутьеррес Нахера (1859—1895) и Амадо Нерво (1870—1928).
Влияние на общественную жизнь 1910-х годов оказало литературное объединение Атеней молодёжи, члены которого стремились к синтезу национальной и европейской культурных традиций.

## Современная мексиканская литература

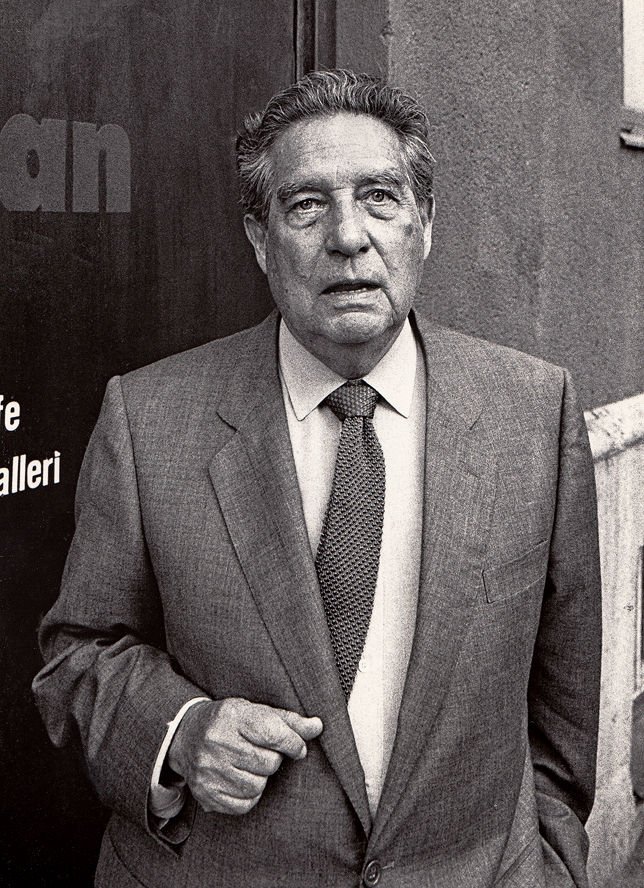
Мексиканский лауреат Нобелевской премии по литературе Октавио Пас

Революция 1910—1917 гг. дала толчок развитию реалистического направления в литературе. Главными героями становятся крестьяне, представители масс, описываются острые социальные проблемы, противоречия и столкновения. В 1930-е годы появляется течение, известное как «роман мексиканской революции». Наиболее известные работы этого направления: «Те, кто внизу» (Los de abajo) Мариано Асуэлы (1873—1952), «Орёл и змея» (El aguila y la serpiente, 1928) и «Тень каудильо» (1929) Мартина Луиса Гусмана (1887—1976), «Военный лагерь» (El Campamento, 1931) Грегорио Лопеса-и-Фуэнтеса (1897—1966), «Моя лошадь, моя собака, моё ружье» (Mi caballo, mi perro, mi rifle, 1936) Хосе Рубена Ромеро (1880—1952), «Роза ветров» (En la rosa de los vientos, 1940) Хосе Мансисидора (1894—1956), «Перед ливнем» (Al filo del agua, 1947) Агустина Яньеса (1904—1980) и др. К подобным темам примыкала и драматургия Родольфо Усигли. 
Выход книги Яньеса «Перед ливнем» часто считают точкой отсчёта для «нового мексиканского романа», применяющего инновативные техники под влиянием таких иностранных авторов, как Джон Дос Пассос, Уильям Фолкнер, Джеймс Джойс и Франц Кафка. Элена Гарро, известная прежде всего за свои пьесы, также рассматривается как предтеча магического реализма в латиноамериканской словесности: её роман «Воспоминания о будущем» (1963), вышел ещё до «Ста лет одиночества» Габриэля Гарсиа Маркеса. 

Среди крупнейших мексиканских поэтов первой половины XX века называют такие имена, как Рамон Лопес Веларде и Энрике Гонсалес Мартинес. Группы 1920-1930-х «Эстридентисты» и «Контемпоранеос» («Современники») относили себя к литературному авангарду, но если первые (Аркелес Вела, Мануэль Маплес Арсе) ориентировались на наследие революции и социальное измерение, то вторые (Хавьер Вильяуррутия, Хосе Горостиса, Хорхе Куэста, Сальвадор Ново) считались более элитистскими, хотя некоторые из них активно участвовали в общественно-политической жизни (Карлос Пельисер, Хайме Торрес Бодет). 

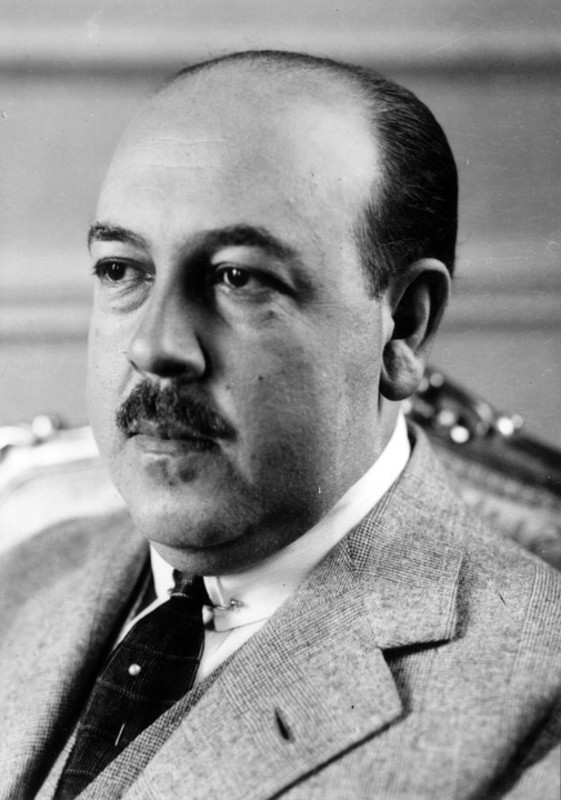
Альфонсо Рейеса восемь раз номинировали на Нобелевскую премию по литературе

В середине XX века в литературу пришли новые имена из «Поколения 1950-х», например, поэтесса Росарио Кастельянос. В 1960 году вышла антология La espiga amotinada, представившая многих из этих молодых поэтов: Хуан Бануэлос, Оскар Олива, Хайме Аугусто Шелли, Эраклио Сепеда, Хайме Лабастида. В 1975 году в Мехико группа из 12 молодых авторов, включая Марио Сантьяго Папаскиаро, Хосе Висенте Анайя и чилийского политического эмигранта Роберто Боланьо, заявила о создании нового поэтического течения под названием инфрареализм. Важную роль в литературном процессе не только Мексики, но и зарубежья играли основанные Октавио Пасом журналы, последним из которых был «Vuelta» («Поворот»). Значительные современные поэты Мексики включают Эльзу Кросс, Эфраина Бартоломе, Альберто Бланко, Кораль Брачо и Веронику Волкову (внучку Льва Троцкого).
В современной мексиканской прозе выделяются три писателя: Хуан Рульфо (1917—1986), автор сборника новелл «Равнина в огне» (El llano en llamas, 1953) и романа «Педро Паррамо» (Pedro Párramo, 1955), Карлос Фуэнтес (1928—2012) — автор романов «Смерть Артемио Круса» (La muerte de Artemio Cruz, 1962), «Смена кожи» (Cambio de piel, 1967), «Терра Ностра» (Terra Nostra, 1975), «Христофор Нерождённый» (Cristobal Nonato, 1987), и Фернандо дель Пасо (1935—2018), создавший романы «Хосе Триго» (Jose Trigo, 1966), «Палинур Мексиканский» (Palinuro de Mexico, 1975) и «Новости из империи» (Noticias del imperio, 1987). В их творчестве на смену характерным для «романа революции» документализму и хроникальности пришло образно-символическое, условно-философское изображение.

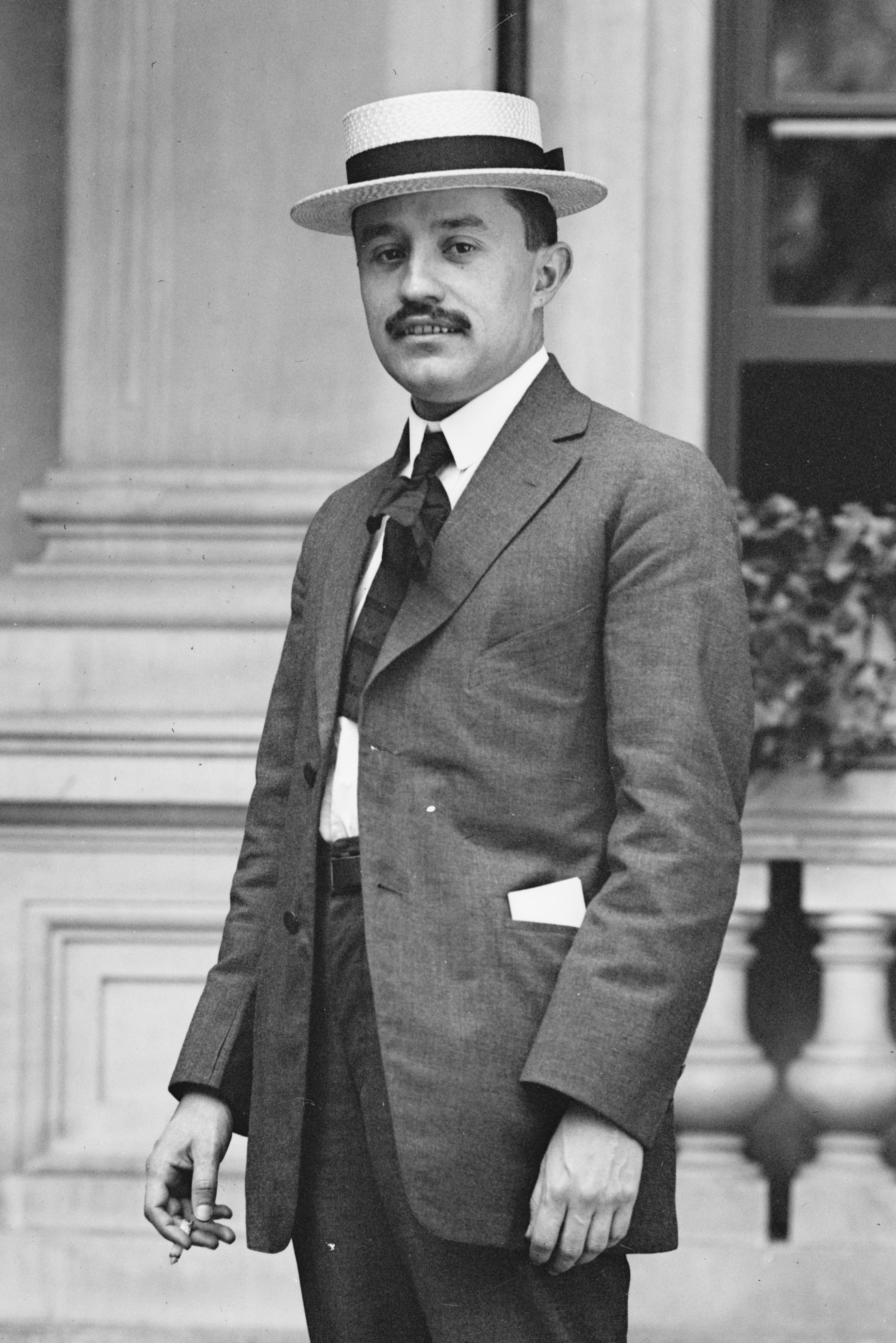
Автор историко-философских произведений Хосе Васконселос был первым министром образования Мексики

Особое место в литературе Мексики XX века занимает эссеистика, с её поиском мексиканской идентичности. В этом жанре работали философы Хосе Васконселос (1881—1959), Альфонсо Рейес (1889—1959), Антонио Касо (1883—1946), Самуэль Рамос (1897—1959), Октавио Пас (1914—1998) и Леопольдо Сеа (1912—2004). В 1990 году Октавио Пас был удостоен Нобелевской премии по литературе 1990 года с формулировкой «за впечатляющие всеобъемлющие произведения, отмеченные чувственным интеллектом и гуманистической целостностью».
Такие авторы, как родившиеся в Европе и отличающиеся левыми взглядами Элена Понятовска и Пако Игнасио Тайбо II соединяют в своих книгах художественный вымысел с историческими исследованиями и журналистскими расследованиями, например, повествуя о расправе мексиканских властей со студенческой демонстрацией в Тлателолько 1968 года. В XXI веке международные премии получили книги Фернанды Мельчор «Сезон ураганов» и мексиканско-американской писательницы Валерии Луиселли «История моих зубов» и «Архив потерянных детей».